# Ladislav Bruntálský z Vrbna
Ladislav hrabě Bruntálský z Vrbna (německy Ladislaus Graf von Wrbna-Freudenthal, maďarsky László Wrbna; 5. července 1795 – 21. prosince 1849 Verona) byl rakouský generál z českého šlechtického rodu Bruntálských z Vrbna. V době maďarské revoluce v roce 1848 bojoval v Uhrách.

## Život
Narodil se jako potomek starého šlechtického rodu Bruntálských z Vrbna. Byl třetím synem císařského nejvyššího komořího Rudolfa Jana Bruntálského z Vrbna (1761–1823), po matce Marii Terezii (1763–1803) byl potomkem rodu Kouniců. Roku 1816 vstoupil do císařské armády a později se stal kapitánem 2. pluku hulánů. V roce 1817 podnikl poněkud dobrodružnou cestu do Brazílie.
V roce 1821 byl jmenován majorem I. husarského pluku císaře Františka Josefa. V roce 1826 dosáhl hodnosti podplukovníka a o dva roky později se vrátil k husarskému pluku. Od roku 1829 byl plukovníkem 9. husarského pluku.
V roce 1834 byl povýšen na generálmajora a stal se brigádním generálem v Brně, nakonec dosáhl hodnosti polního podmaršála (1843). V roce 1846 bojoval jako velitel sboru proti polským povstalcům v západní Haliči. V roce 1848 byl velitelem divize v Dolním Rakousku.
V témže roce, během maďarského tažení, velel II. císařskému armádnímu sboru. Maršál Alfred Windisch-Grätz jej vyslal pronásledovat vojsko Artura Görgeyho, avšak následujícího dne jej a v pronásledování Görgeyho vystřídala divize Antona Csoricha. Dne 1. března porazil Klapkův 1. sbor u Egerfarmosu.
Poté byl v červenci 1849 jmenován velitelem posádky ve Veroně, kde selhal v bojích proti italským povstalcům, byl odvolán a krátce nato spáchal sebevraždu.